# Văn hóa Tây Tạng

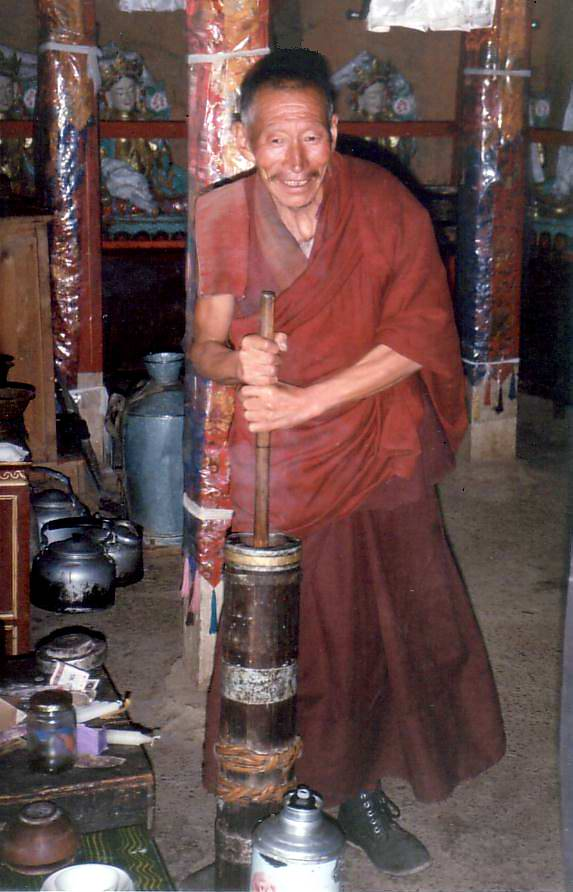
Một nhà sư Tây Tạng đang khuấy loại trà có vị bơ

Văn hóa Tây Tạng phát triển dưới ảnh hưởng của nhiều yếu tố. Tiếp xúc với các quốc gia và nền văn hóa láng giềng như Nepal, Ấn Độ và Trung Quốc đã ảnh hưởng đến nền văn hóa Tạng, nhưng chính sự tách biệt của vùng núi Himalaya đã tạo nên một nền văn hóa khác biệt. Phật giáo đã cố gắng tạo những ảnh hưởng mạnh mẽ lên văn hóa Tạng ngay từ ngày đầu du nhập vào thế kỷ thứ 7. Nghệ thuật, văn chương và âm nhạc là những nhân tố cấu thành niềm tin Phật giáo, và tại Tây Tạng, chính đạo Phật cũng đã được biến đổi thành một nhánh riêng với ảnh hưởng của truyền thống tôn giáo Bon và các niềm tin bản địa khác. Môi trường sống đặc trưng ở Tây Tạng: độ cao, mùa vụ ngắn, thời tiết lạnh giá khiến cho người ta phải sống dựa vào chăn nuôi gia súc, từ đó mà cũng tạo nên một nền ẩm thực khác biệt với các vùng xung quanh.

## Ảnh hưởng chính
Các tu sĩ Phật giáo đến từ Nepal và Trung Quốc đã giới thiệu các loại hình nghệ thuật và phong tục từ Ấn Độ và Trung Quốc. Các trước tác về thiên văn, chiêm tinh và y khoa đã được dịch từ tiếng Phạn và tiếng Hoa. Các kỹ thuật văn minh đến từ nước khác gồm cách làm bơ, phô mai, bia lúa đại mạch, làm gốm, guồng quay nước và quốc ẩm- trà.

## Cuộc sống gia đình của người Tạng
Theo truyền thống, người Tạng rất kính trọng gia đình. Các cuộc hôn nhân do xếp đặt vẫn được vui vẻ chấp nhận và vẫn là một chuẩn mực xã hội ở Tây Tạng.

## Ẩm thực

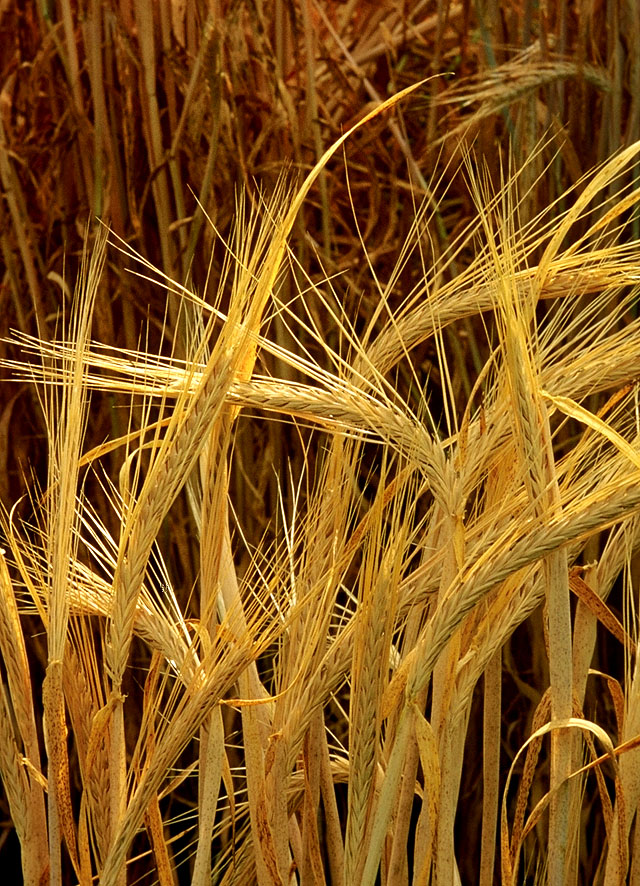
Cây trồng quan trọng nhất là lúa mạch

Ẩm thực Tây Tạng rất khác so với các vùng xung quanh vì chỉ có vài loại cây có thể trồng được ở độ cao lớn (không trồng được lúa nước). Cây lương thực chủ yếu là đại mạch. Bánh làm từ bột đại mạch, gọi là tsampa là món ăn cơ bản trong mọi bữa ăn của người Tạng. Thịt thường có thịt bò Tây Tạng, thịt dê hoặc thịt cừu, thường được nướng hoặc ninh cay với khoai tây. Hạt mù tạt được gieo trồng ở Tây Tạng và rất phổ biến trong ẩm thực Tạng. Sữa bò Tây Tạng chua, và các sản phẩm từ nó như bơ, phô mai cũng được dùng phổ biến và loại sữa bò Tây Tạng chua thượng hạng được xem là một món sơn hào hải vị.
Các món ăn Tây Tạng khác gồm:
- Balep korkun - một loại bánh mì dẹt ở miền Trung Tây Tạng, thường được nấu trong nồi đất hơn là trong lò.
- Thenthuk - một loại mì nước có nhiều rau ăn vào lúc trời lạnh.

Ở cách thành phố và thị trấn lớn của Tây Tạng, một số nhà hàng có phục vụ thêm món ăn Tứ Xuyên. Các món ảnh hưởng phương Tây hay các món lai khác, ví dụ như món bò Tây Tạng chiên khoai tây, cũng phổ biến. Tuy vậy, các quán ăn Tây Tạng truyền thống ở nhiều thành phố và làng mạc vẫn giữ vững hương vị đặc trưng của ẩm thực Tạng.

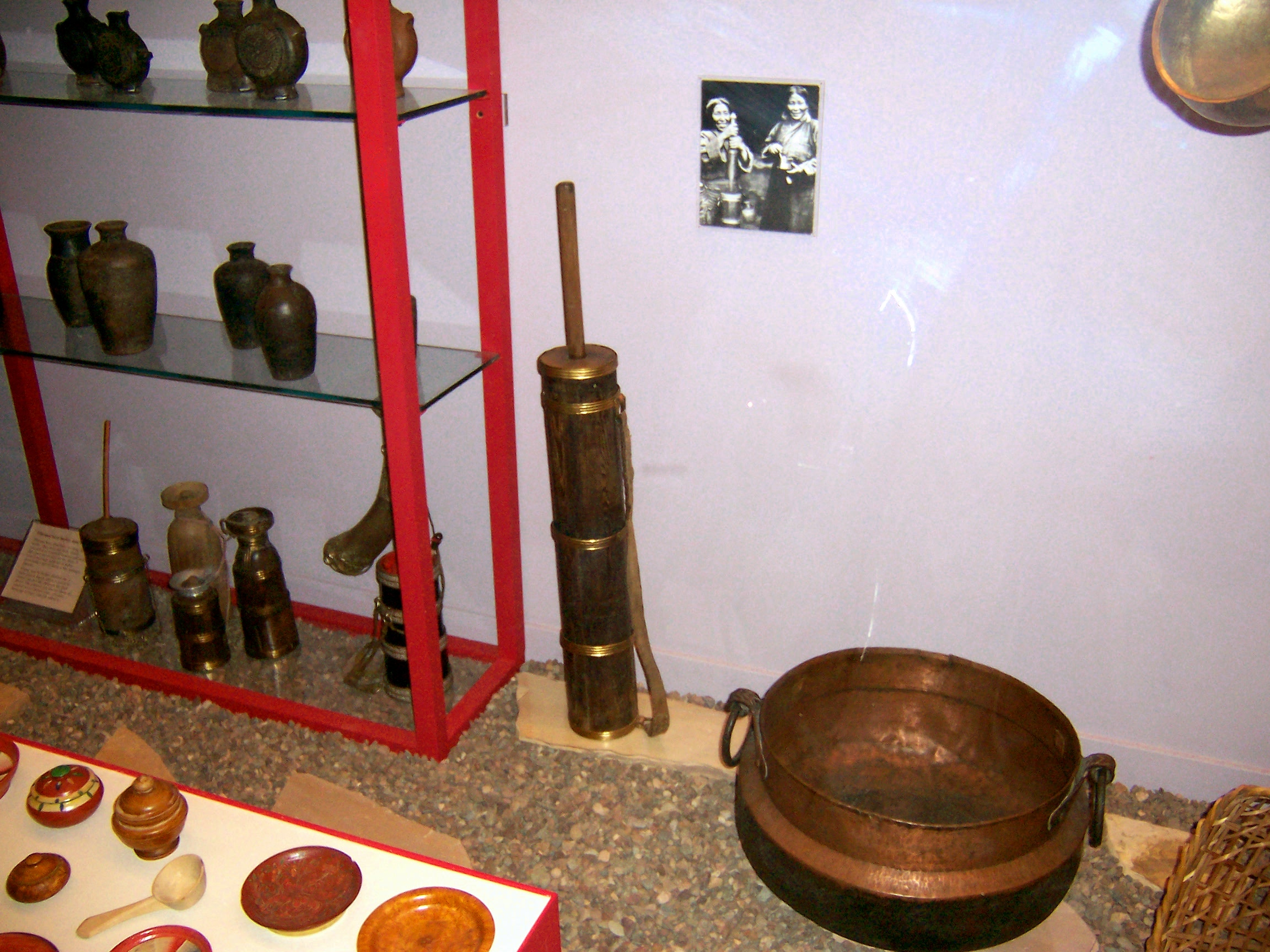
Một vật dụng nhà bếp Tây Tạng. Lưu ý kích thước nhỏ của vại đựng bơ có dây đeo vai, phù hợp với cuộc sống du mục

Trà hoa nhài và trà bơ làm từ sữa bò Tây Tạng cũng được dùng. Các thức uống có cồn gồm: 
- Chang: loại bia thường làm từ đại mạch.
- Raksi: rượu gạo

## Lịch pháp
Lịch Tạng là loại âm lịch tính theo Mặt Trăng; một năm có 12 hoặc 13 tháng; mỗi tháng bắt đầu và kết thúc vào lúc trăng non. Tháng thứ 13 được thêm vào cách quãng khoảng 3 năm để năm âm lịch có thể tương đương với năm dương lịch. Các tháng không có tên, nhưng được gọi theo số, trừ tháng 4 có tên là saka dawa, tưởng nhớ ngày đản sinh của Đức Phật.
Tết Tây Tạng có tên là Losar.
Mỗi năm tương ứng với một con vật và một yếu tố của ngũ hành. Các con vật theo thứ tự lần lượt là: 
| Thỏ rừng | Rồng | Rắn | Ngựa | Dê | Gà hoặc Chim | Chó | Heo | Chuột | Trâu | Hổ |

Các yếu tố thay thế nhau theo thứ tự:
| Hỏa | Thổ | Kim | Thủy | Mộc |

Mỗi yếu tố thống trị hai năm liên tiếp, năm đầu có tính dương, năm sau có tính âm. ví dụ, năm Thìn Thổ dương sẽ được theo sau bởi năm Tị Thổ âm, sau đó là năm Ngọ Kim dương.
Vòng tuần hoàn này có chu kỳ 60 năm, bắt đầu với năm Mão Hỏa âm. Những vòng tuần hoàn này được đánh số. Vòng tuần hoàn đầu tiên bắt đầu năm 1027. Cho nên, năm 2005 là năm Dậu Mộc âm của vòng tuần hoàn thứ 17 và năm 2008 là năm Tí Thổ dương của cùng vòng tuần hoàn đó.

## Các ngày trong tuần
Các ngày trong tuần đều tương ứng với các thiên thể.
| Ngày     | Tiếng Tạng                 | Cách phát âm | Thiên thể |
| -------- | -------------------------- | ------------ | --------- |
| Chủ nhật | གཟའ་ཉི་མ་- gza' nyi ma      | Sa nyi-ma    | Mặt Trời  |
| Thứ hai  | གཟའ་ཟླ་བ་- gza' zla ba      | Sa da-wa     | Mặt Trăng |
| Thứ ba   | གཟའ་མིག་དམར་- gza' mig dmar | Sa Ming-mar  | Sao Hỏa   |
| Thứ tư   | གཟའ་ལྷག་པ་- gza' lhak pa    | Sa Lhak-pa   | Sao Thủy  |
| Thứ năm  | གཟའ་ཕུར་པུ་- gza' phur bu    | Sa Phur-bu   | Sao Mộc   |
| Thứ sáu  | གཟའ་པ་སངས་- gza' pa sangs  | Sa Pa-sang   | Sao Kim   |
| Thứ bảy  | གཟའ་སྤེན་པ་- gza' spen pa    | Sa Pen-pa    | Sao Thổ   |

Nyima (Mặt Trời), Dawa (Mặt Trăng) và Lhakpa (Sao Thủy) là các tên phổ biến đối với những người sinh ra vào Chủ nhật, thứ hai và thứ tư.

## Các kỷ nguyên
- Rab byung: Ngày đầu tiên của vòng tuần hoàn 60 năm đầu tiên- năm 1027 sau Công Nguyên.
- Rab lo: tổng số năm tính từ năm 1027.
- Kỷ nguyên Tây Tạng tính từ năm 255 sau Công Nguyên (được in trên tiền của chính quyền cũ của Tây Tạng).
- rgyal lo hoặc bod rgyal lo: Năm đầu tiên của kỷ nguyên này là năm 127 trước Công Nguyên.

## Trang phục

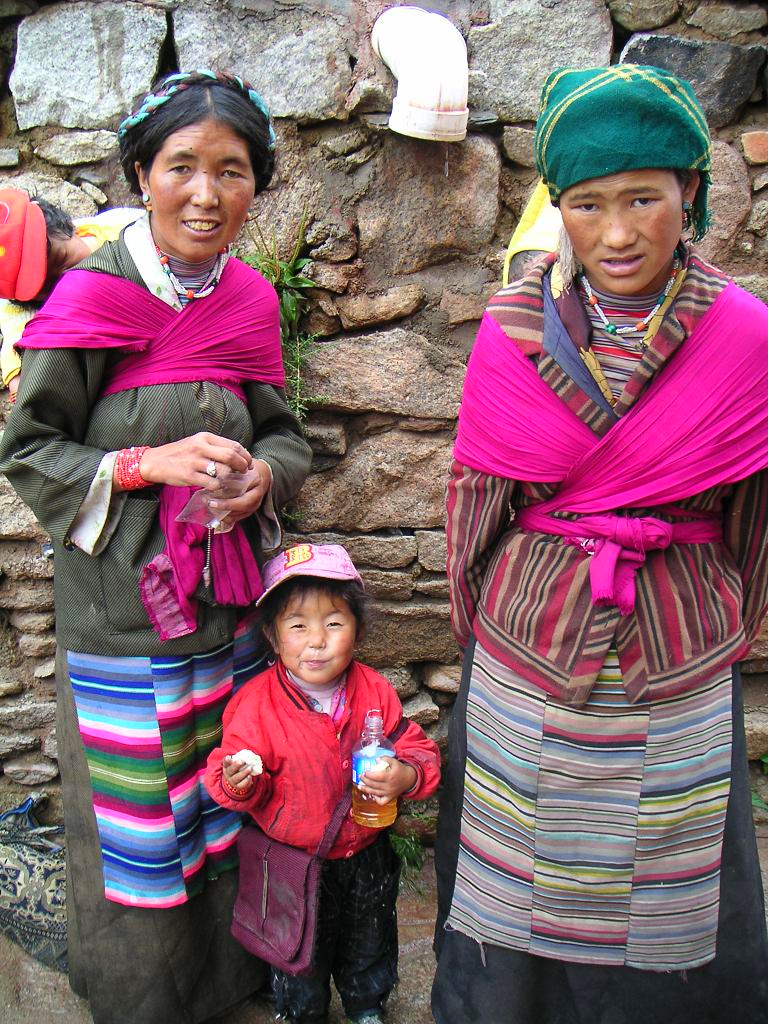
Hai phụ nữ ở tu viện Drepung

Người Tạng rất có ý thức giữ trang phục truyền thống dù rằng một số người đã chuyển sang ăn mặc như phương Tây. Phụ nữ quấn váy màu đậm ở ngoài áo cánh; chiếc tạp dề len có sọc đủ màu có nghĩa người đó là phụ nữ đã có chồng. Cả nam lẫn nữ đều mặc áo tay dài dù trong ngày hè nóng nực.

Trong cuốn "Hành khúc Tây Tạng" xuất bản năm 1955, André Migot miêu tả trang phục Tây Tạng như sau: 

Trang phục nữ Tây Tạng

Trang phục nam Tây Tạng

"Trừ các lạt ma hay một số dân thường khác đã cạo trọc đầu, người Tây Tạng đều tết tóc quấn quanh đầu và cùng với vài vòng tết nhỏ cầu kỳ khác điểm tô thêm, khiến cho đầu họ trông giống như đội vương miện vậy. Họ thường đội nón hình chóp có hình dạng tùy vào quê của họ, có lúc, chóp nón có gắn một mảnh vuông, trên đó treo lủng lẳng những sợi tua dày bằng len. Để tránh cho nên khỏi bị bay, họ gắn nón vào lọn tóc tết dài của mình và lọn tóc này không quấn quanh đầu. Tai trái của họ đeo một chiếc bông tai nặng bằng bạc có gắn san hô hoặc đá ngọc lam turquoise trang trí.

## Tham chiếu
- Stein, R. A. Tibetan Civilization. (1962 in French). I1st English edition with minor changes 1972). Stanford University Press, pp. 248–281. ISBN 0-8047-0806-1(cloth), ISBN 0-8047-0901-7 (paper).
- Francke, A. H. (1914). Antiquities of Indian Tibet. Two Volumes. Calcutta. 1972 reprint: S. Chand, New Delhi.
- Chophel, Norbu. Folk Tales of Tibet. (1984) Library of Tibetan Works & Archives, Dharamsala, H.P., India. Reprinted 1989, 1993. ISBN 81-85102-26-0